# Faina Ševčenko
Faina Vasil'evna Ševčenko (in russo Фаина Васильевна Шевченко?; Voronež, 17 aprile 1893 – Mosca, 10 maggio 1971) è stata un'attrice teatrale russa, poi sovietica. Ella fu vincitrice di alcune onorificenze e premi statali di alto profilo, come l'ordine di Lenin e il premio Stalin.

## Biografia
A partire dal 1909, Faina Vasil'evna Ševčenko lavorò al teatro d'arte di Mosca, ma non come attrice; infatti, ella entrò nella scuola di teatro nel 1911 e ne uscì nel 1914, prima di essere accettata come attrice al teatro d'arte. Faina Ševčenko padroneggiava ammirabilmente la lingua russa, possedeva una voce profonda e ricca di timbro (quindi da mezzosoprano). Le sue interpretazioni di romanze e canzoni popolari russe ebbero un grande successo. Il suo aspetto fisico contribuì ai suoi successi grazie a dei ruoli caratteristici pieni di autenticità.

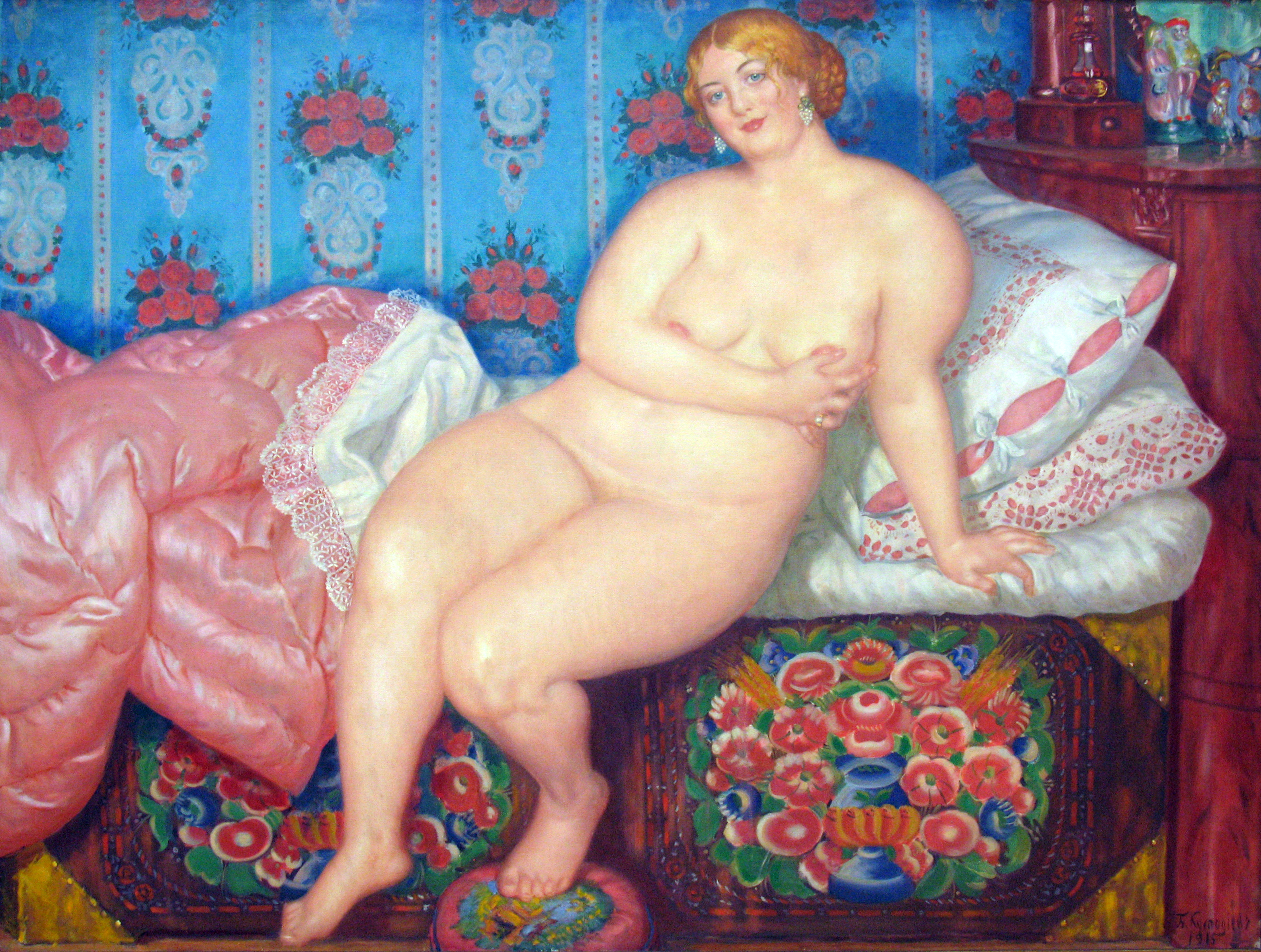
Bellezza di Boris Kustodiev, l'opera per la quale l'attrice fece da modella.

Nell'agosto del 1914, il pittore russo Boris Kustodiev conobbe l'attrice ventunenne al teatro, in quanto stava lavorando alla decorazione di alcune scenografie per l'opera teatrale Smert' Pazuchina (tratta dal romanzo omonimo di Michail Saltykov-Ščedrin). Egli ne rimase colpito e decise di prenderla come modella per un quadro. Inizialmente le chiese di posare e lei accettò, ma quando ella seppe che doveva posare per un nudo artistico, Ševčenko si indignò e si dice che abbia esclamato: "Io sono un'attrice del teatro d'arte e dovrei posare nuda? E poi migliaia di persone mi vedranno!" Boris Michajlovič Kustodiev la persuase gentilmente e le disse che non le stava chiedendo di spogliarsi per lui, ma "per amore dell'arte." Alla fine, l'attrice accettò e fece da modella per quest'opera, intitolata Bellezza. Quest'impresa audace causò uno scandalo ed è quasi costata alla Ševčenko il suo posto nella compagnia teatrale.
Durante la sua carriera teatrale presso il teatro d'arte, durata fino al 1959, Ševčenko eccelse nelle opere drammatiche russe e venne ricordata soprattutto per i suoi ruoli nelle opere teatrali di Aleksandr Ostrovskij, come Un cuore ardente (1926), La tempesta (1934), L'ultima vittima (1944) e La foresta (1948), oltre a opere di Maksim Gor'kij come Bassifondi (1952). Ella recitò anche in alcuni film, come Davit Guramišvili (1946) e Il compositore Glinka di Grigorij Aleksandrov (1952). Lo storico del teatro russo Pavel Markov (1897-1980) scrisse nelle sue memorie sul teatro che ella era "abbagliante, piena di vita, di un temperamento forte, dal cuore aperto".
Ella morì in povertà il 10 maggio 1971 e venne sepolta al cimitero Vvedenskoe di Mosca.